# الألعاب الأولمبية الصيفية 1988
دورة ألعاب صيف 1988 هي دورة ألعاب أولمبياد جرت في سيول، كوريا الجنوبية. وكانت ثاني دورة ألعاب أولمبية تعقد في آسيا بعد دورة ألعاب صيف 1964 في طوكيو، اليابان.

## الدول المشاركة

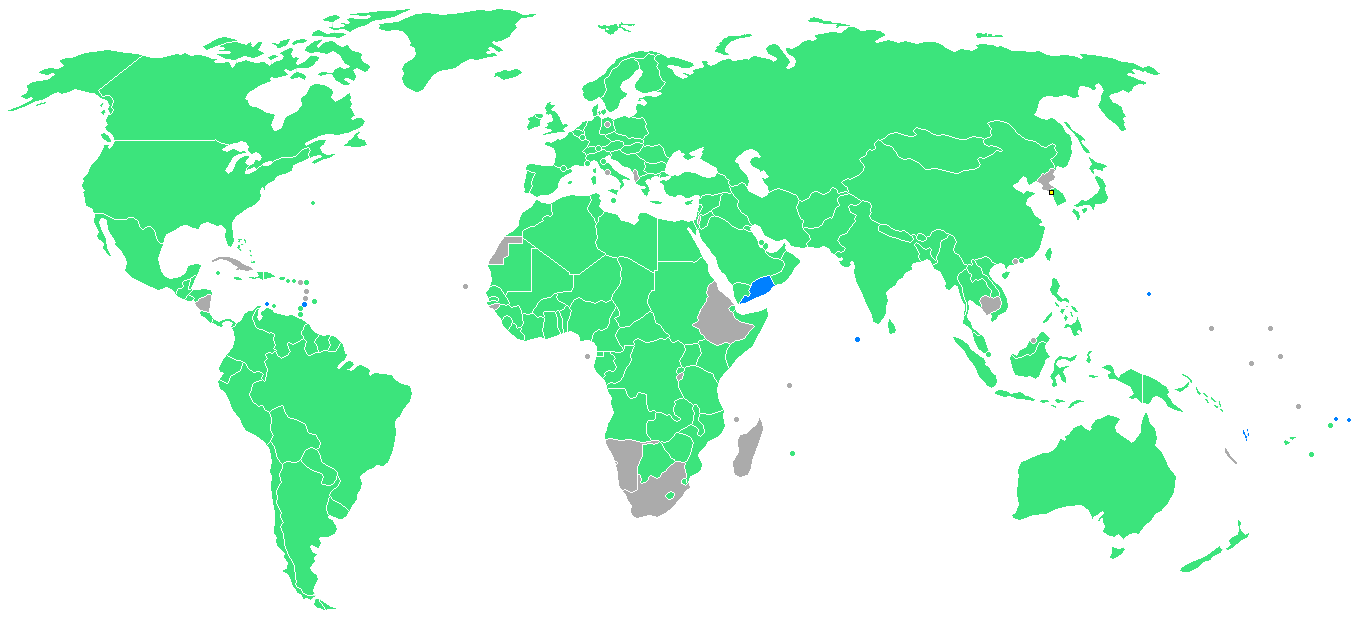
المشاركون (الدول الموضحة باللون الأزرق تشارك للمرة الأولى).

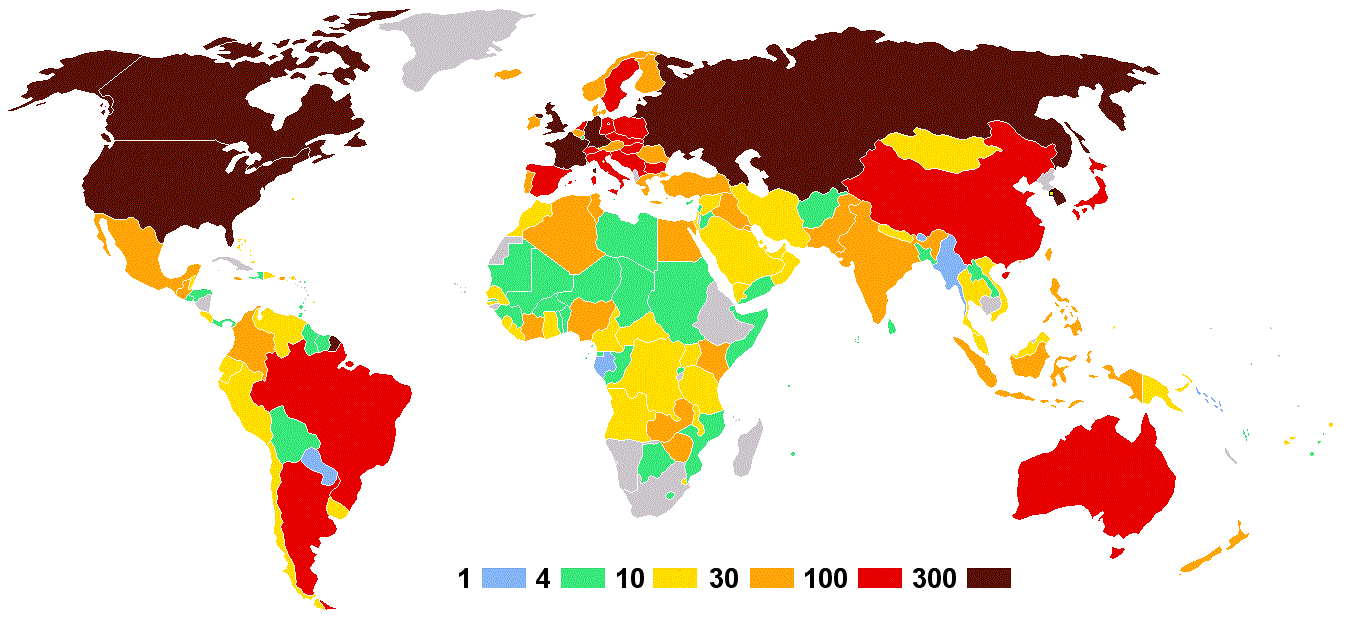
عدد الرياضين المشاركين من كل دولة.

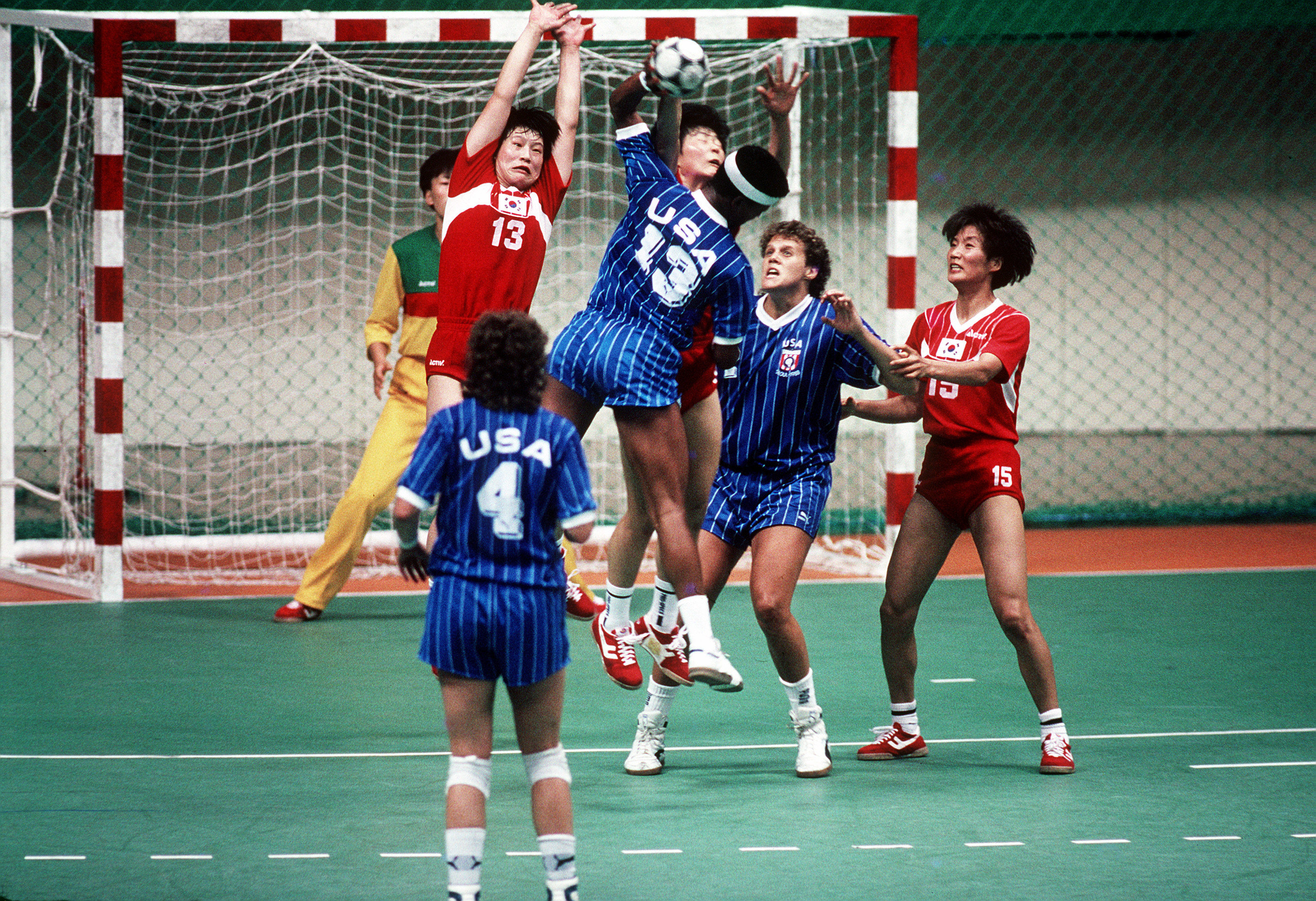
صورة من مباراة كرة اليد بين كوريا الجنوبية وبين الولايات المتحدة الأمريكية.

شاركت 159 دولة في الألعاب الأولمبية المقامة في سئيول منها أروبا وساموا الأمريكية وجزر كوك وغوام ومالديف وفانواتو وسانت فنسينت والجرينادينز واليمن الجنوبي في الألعاب للمرة الأولى في تاريخها.
وفي ما يلي قائمة الدول المشاركة موضحاً بجانبها عدد المشاركين من كل دولة في الألعاب المقامة في سئيول:
| - أفغانستان (5) - الجزائر (46) - ساموا الأمريكية (6) - أندورا (3) - أنغولا (29) - أنتيغوا وباربودا (16) - الأرجنتين (125) - أروبا (8) - أستراليا (295) - النمسا (88) - جزر البهاما (17) - البحرين (11) - بنغلاديش (6) - باربادوس (17) - بلجيكا (65) - بليز (10) - بنين (7) - برمودا (13) - بوتان (3) - بوليفيا (7) - بوتسوانا (8) - البرازيل (171) - جزر العذراء البريطانية (3) - بلغاريا (186) - بوركينا فاسو (6) - مينمار (2) - الكاميرون (15) - كندا (379) - جزر كايمان (8) - جمهورية إفريقيا الوسطى (16) - تشاد (6) - تشيلي (18) - الصين (293) - كولومبيا (43) - جمهورية الكونغو (9) - جزر كوك (6) - كوستاريكا (16) - ساحل العاج (32) - قبرص (9) - تشيكوسلوفاكيا (171) | - الدنمارك (92) - جيبوتي (7) - جمهورية الدومينيكان (16) - الإكوادور (26) - مصر (54) - السلفادور (6) - غينيا الاستوائية (6) - فيجي (24) - فنلندا (79) - فرنسا (309) - الغابون (3) - غامبيا (7) - ألمانيا الشرقية (291) - ألمانيا الغربية (404) - غانا (18) - بريطانيا العظمى (369) - اليونان (58) - غرينادا (6) - غوام (20) - غواتيمالا (30) - غينيا (8) - غيانا (8) - هايتي (4) - هندوراس (7) - هونغ كونغ (49) - المجر (203) - آيسلندا (32) - الهند (46) - إندونيسيا (31) - إيران (27) - العراق (31) - جزيرة أيرلندا (65) - إسرائيل (19) - إيطاليا (286) - جامايكا (35) - اليابان (289) - الأردن (9) - كينيا (76) - كوريا الجنوبية (467, البلد المستضيف) - الكويت (31) | - لاوس (6) - لبنان (8) - ليسوتو (6) - ليبيريا (8) - ليبيا (6) - ليختنشتاين (12) - لوكسمبورغ (8) - مالاوي (17) - ماليزيا (13) - المالديف (7) - مالي (6) - مالطا (9) - موريتانيا (6) - موريشيوس (8) - المكسيك (91) - موناكو (9) - منغوليا (28) - المغرب (27) - موزمبيق (6) - نيبال (18) - هولندا (192) - جزر الأنتيل الهولندية (3) - نيوزيلندا (93) - النيجر (8) - نيجيريا (76) - النرويج (79) - عمان (13) - باكستان (31) - بنما (6) - بابوا غينيا الجديدة (12) - باراغواي (10) - بيرو (22) - الفلبين (33) - بولندا (152) - البرتغال (68) - بورتوريكو (70) - قطر (12) - رومانيا (64) - رواندا (6) - سانت فينسنت والغرينادين (7) | - ساموا (11) - سان مارينو (11) - السعودية (14) - السنغال (22) - سيراليون (15) - سنغافورة (8) - جزر سليمان (7) - الصومال (7) - الاتحاد السوفيتي (514) - إسبانيا (269) - سريلانكا (6) - السودان (8) - سورينام (6) - إسواتيني (11) - السويد (205) - سويسرا (109) - سوريا (16) - تايبيه الصينية (90) - تنزانيا (10) - تايلاند (16) - توغو (6) - تونغا (6) - ترينيداد وتوباغو (6) - تونس (41) - تركيا (50) - أوغندا (25) - الإمارات العربية المتحدة (12) - الولايات المتحدة (615) - الأوروغواي (14) - فانواتو (6) - فنزويلا (18) - فيتنام (10) - جزر العذراء (26) - اليمن الشمالي (11) - جمهورية اليمن الديمقراطية الشعبية (8) - يوغوسلافيا (157) - زائير (18) - زامبيا (31) - زيمبابوي (31) |

- بروناي also participated in the Opening Ceremonies and Closing Ceremonies, marking its first appearance at the Olympic Games, but its delegation consisted of only one swimming official.

## جدول الميداليات
هذه قائمة ترتيب الدول العشر الأولى الأكثر تحقيقاً للميداليات في الدورة:.
| الترتيب | منتخب                           | ذهبية | فضية | برونزية | المجموع |
| ------- | ------------------------------- | ----- | ---- | ------- | ------- |
| 1       | الاتحاد السوفيتي                | 55    | 31   | 46      | 132     |
| 2       | ألمانيا الشرقية                 | 37    | 35   | 30      | 102     |
| 3       | الولايات المتحدة                | 36    | 31   | 27      | 94      |
| 4       | كوريا الجنوبية (البلد المستضيف) | 12    | 10   | 11      | 33      |
| 5       | ألمانيا الغربية                 | 11    | 14   | 15      | 40      |
| 6       | المجر                           | 11    | 6    | 6       | 23      |
| 7       | بلغاريا                         | 10    | 12   | 13      | 35      |
| 8       | رومانيا                         | 7     | 11   | 6       | 24      |
| 9       | فرنسا                           | 6     | 4    | 6       | 16      |
| 10      | إيطاليا                         | 6     | 4    | 4       | 14      |

### الحضور العربي
- أحرز المغربي إبراهيم بوالطيب ذهبية سباق 10000 متر.
- والمغربي سعيد عويطة برونزية سباق 800 متر.
- والمغربي عبد الحق عشيق برونزية في الملاكمة
- والجيبوتي أحمد صالح برونزية في سباق الماراثون.